# Sächsische Ausbildungs- und Erprobungskanäle
Sächsische Ausbildungs- und Erprobungskanäle (SAEK) ist ein im September 1997 gestartetes medienbezogenes Aus- und Fortbildungsprojekt der Sächsischen Landesanstalt für privaten Rundfunk und neue Medien (SLM) in Görlitz, Chemnitz, Zwickau, Bautzen, Plauen, Dresden, Torgau, Riesa und Leipzig.
Das SAEK-Gesamtprojekt versteht sich als Teil des Bürgerrundfunks in Deutschland.

## Ziele

### Medienkompetenz
Medieninteressierten Personen in Sachsen soll das erforderliche technische und journalistische Grundwissen über die Fernseh- und Hörfunkproduktion vermittelt werden. Außerdem soll auf medienpädagogischer Grundlage ein verantwortungsbewusster und kritischer Umgang mit den Medien (Medienkompetenz) vermittelt werden.
Unter Medienkompetenz wird in diesem Zusammenhang nicht vorrangig das Wissen um die Handhabung der Technik im Hörfunk und Fernsehen oder die Anwendung journalistischen Handwerks verstanden. Maßgeblich ist vielmehr primär der Erwerb übertragbaren medienspezifischen Handlungs- und Prinzipienwissens, welches Spielräume für frei gewähltes Handeln eröffnen sowie bisherige (Medien-)Erfahrungen und neue (Medien-)Wahrnehmungen strukturieren soll. Deshalb wird neben der Wissensvermittlung auch kommunikative und soziale Kompetenzen vermittelt.

### Journalistische Weiterbildung
Ein weiteres Ziel von SAEK ist die Weiterbildung von Journalisten, „Seiteneinsteigern“, zukünftigen Redakteuren und anderen beruflich Interessierten.
Diese Ausrichtung soll unter anderem dazu beitragen, dass den sächsischen privaten Rundfunkveranstaltern ein qualifizierter Nachwuchs zur Verfügung steht, um die von diesen in den vergangenen Jahren geschaffene und kontinuierlich erweiterte Programmvielfalt und -qualität in Sachsen aufrechterhalten zu können.

## Projektformen
Die SAEK-Ziele werden anhand praktischer Arbeiten vermittelt, die regelmäßig darauf gerichtet sind, alleine oder in einer Gruppe einen grundsätzlich sendefähigen Beitrag, etwa in Form einer Reportage, eines Interviews oder gar eines Features oder Hörspiels, zu gestalten.
Angesichts dieser engen Verzahnung von Theorie und Praxis entstanden in den gegenwärtig drei SAEK-Kombinationsprojekten (Hörfunk und Fernsehen), teilweise auch in schulischen Projekten, Hörfunk- und Fernsehredaktionen, die unter medienpädagogischer Anleitung ein wöchentlich aktuelles Hörfunkprogramm veranstalten, das täglich im Internet verbreitet wird (www.saek.de).

### Teilprojekte

#### SAEK-Kombinationsprojekte für die Bereiche Hörfunk und Fernsehen
Diese Projektform wird seit dem 1. Juli 2004 an den Standorten Dresden, Leipzig, Chemnitz durchgeführt. Sie dient der Aus- und Fortbildung von Personen, die an der Wirkungsweise und der Veranstaltung von Hörfunk und Fernsehen interessiert sind.

#### Schulisch geprägte SAEK-Projekte
Weiterhin werden an den Standorten Dresden, Görlitz-Bautzen, Zwickau-Plauen und Riesa schulisch geprägte SAEK-Projekte betrieben. Sie unterscheiden sich gegenüber den Kombinationsprojekten darin, dass deren Angebote vorwiegend und gezielt auf Schüler und Lehrer ausgerichtet sind.
Dabei werden die Schüler überwiegend während der Unterrichtszeit oder im zeitlichen Anschluss daran – meist im Klassenverbund – im Bereich der elektronischen Kommunikationsmedien ausgebildet.
Die Durchführung der schulbezogenen Maßnahmen findet – je nach Bedarf – vor allem an den jeweiligen SAEK-Standorten, aber auch vor Ort in den Schulen oder sonstigen Lehreinrichtungen statt.

#### Professionell ausgerichtete Einzelprojekte
Projekte dieser Art sollen dazu beitragen, dass Journalisten, „Seiteneinsteiger“, zukünftige Redakteure und andere beruflich Interessierte ihre journalistische Kompetenz verbessern können.
In Umsetzung dieser Vorgabe wird in Chemnitz ein professionell ausgerichtetes Hörfunkprojekt betrieben.